# جورج آدامز (بازیکن فوتبال، زاده ۱۹۴۷)
جورج آدامز (انگلیسی: George Adams؛ زادهٔ ۲۸ سپتامبر ۱۹۴۷) بازیکن فوتبال اهل بریتانیا است.
از باشگاه‌هایی که در آن بازی کرده‌است می‌توان به باشگاه فوتبال چلسی و باشگاه فوتبال پیتربورو یونایتد اشاره کرد.